# زنبورخوار ریش‌قرمز
زنبورخوار ریش‌قرمز (نام علمی: Nyctyornis amictus) نام یک گونه از تیره زنبورخواران است که در هند و مالایا در جنوب شرق آسیا یافت می‌شوند.